# Lil Baby/Diskografie
Diese Diskografie ist eine Übersicht über die musikalischen Werke des US-amerikanischen Rappers Lil Baby. Den Schallplattenauszeichnungen zufolge hat er bisher mehr als 195,7 Millionen Tonträger verkauft, davon alleine in seiner Heimat über 176 Millionen. Seine erfolgreichste Veröffentlichung ist die Single Drip Too Hard mit über 12,1 Millionen verkauften Einheiten.

## Alben

### Studioalben
| Jahr | Titel Musiklabel                       | Höchstplatzierung, Gesamtwochen, AuszeichnungChartplatzierungen (Jahr, Titel, Musiklabel, Platzierungen, Wochen, Auszeichnungen, Anmerkungen) | Höchstplatzierung, Gesamtwochen, AuszeichnungChartplatzierungen (Jahr, Titel, Musiklabel, Platzierungen, Wochen, Auszeichnungen, Anmerkungen) | Höchstplatzierung, Gesamtwochen, AuszeichnungChartplatzierungen (Jahr, Titel, Musiklabel, Platzierungen, Wochen, Auszeichnungen, Anmerkungen) | Höchstplatzierung, Gesamtwochen, AuszeichnungChartplatzierungen (Jahr, Titel, Musiklabel, Platzierungen, Wochen, Auszeichnungen, Anmerkungen) | Höchstplatzierung, Gesamtwochen, AuszeichnungChartplatzierungen (Jahr, Titel, Musiklabel, Platzierungen, Wochen, Auszeichnungen, Anmerkungen) | Anmerkungen                                                  |
| Jahr | Titel Musiklabel                       | DE | AT | CH | UK | US | Anmerkungen                                                  |
| ---- | -------------------------------------- | --- | --- | --- | --- | --- | ------------------------------------------------------------ |
| 2018 | Harder Than Ever Quality Control (UMG) | — | — | — | — | US3 Platin · (132 Wo.)US | Erstveröffentlichung: 18. Mai 2018 Verkäufe: + 1.050.000     |
| 2020 | My Turn Quality Control (UMG)          | DE88 (1 Wo.)DE | AT27 (1 Wo.)AT | CH20 (2 Wo.)CH | UK6 Gold · (13 Wo.)UK | US1 ×4Vierfachplatin · (… Wo.)US | Erstveröffentlichung: 28. Februar 2020 Verkäufe: + 4.125.000 |
| 2022 | It’s Only Me Quality Control (UMG)     | DE24 (2 Wo.)DE | AT8 (3 Wo.)AT | CH4 (2 Wo.)CH | UK3 Gold · (9 Wo.)UK | US1 Platin · (82 Wo.)US | Erstveröffentlichung: 14. Oktober 2022 Verkäufe: + 1.100.000 |
| 2025 | WHAM Quality Control (UMG)             | DE19 (2 Wo.)DE | AT9 (2 Wo.)AT | CH4 (3 Wo.)CH | UK12 (3 Wo.)UK | US1 (… Wo.)US | Erstveröffentlichung: 3. Januar 2025                         |

### Kollaboalben
| Jahr | Titel Musiklabel                              | Höchstplatzierung, Gesamtwochen, AuszeichnungChartplatzierungen (Jahr, Titel, Musiklabel, Platzierungen, Wochen, Auszeichnungen, Anmerkungen) | Höchstplatzierung, Gesamtwochen, AuszeichnungChartplatzierungen (Jahr, Titel, Musiklabel, Platzierungen, Wochen, Auszeichnungen, Anmerkungen) | Höchstplatzierung, Gesamtwochen, AuszeichnungChartplatzierungen (Jahr, Titel, Musiklabel, Platzierungen, Wochen, Auszeichnungen, Anmerkungen) | Höchstplatzierung, Gesamtwochen, AuszeichnungChartplatzierungen (Jahr, Titel, Musiklabel, Platzierungen, Wochen, Auszeichnungen, Anmerkungen) | Höchstplatzierung, Gesamtwochen, AuszeichnungChartplatzierungen (Jahr, Titel, Musiklabel, Platzierungen, Wochen, Auszeichnungen, Anmerkungen) | Anmerkungen                                                            |
| Jahr | Titel Musiklabel                              | DE | AT | CH | UK | US | Anmerkungen                                                            |
| ---- | --------------------------------------------- | --- | --- | --- | --- | --- | ---------------------------------------------------------------------- |
| 2021 | The Voice of the Heroes Quality Control (UMG) | DE70 (1 Wo.)DE | AT25 (1 Wo.)AT | CH10 (2 Wo.)CH | UK5 Silber · (5 Wo.)UK | US1 Platin · (71 Wo.)US | Erstveröffentlichung: 4. Juni 2021 Verkäufe: + 1.060.000; mit Lil Durk |

### Mixtapes
| Jahr | Titel Musiklabel                       | Höchstplatzierung, Gesamtwochen, AuszeichnungChartplatzierungen (Jahr, Titel, Musiklabel, Platzierungen, Wochen, Auszeichnungen, Anmerkungen) | Höchstplatzierung, Gesamtwochen, AuszeichnungChartplatzierungen (Jahr, Titel, Musiklabel, Platzierungen, Wochen, Auszeichnungen, Anmerkungen) | Höchstplatzierung, Gesamtwochen, AuszeichnungChartplatzierungen (Jahr, Titel, Musiklabel, Platzierungen, Wochen, Auszeichnungen, Anmerkungen) | Höchstplatzierung, Gesamtwochen, AuszeichnungChartplatzierungen (Jahr, Titel, Musiklabel, Platzierungen, Wochen, Auszeichnungen, Anmerkungen) | Höchstplatzierung, Gesamtwochen, AuszeichnungChartplatzierungen (Jahr, Titel, Musiklabel, Platzierungen, Wochen, Auszeichnungen, Anmerkungen) | Anmerkungen                                                            |
| Jahr | Titel Musiklabel                       | DE | AT | CH | UK | US | Anmerkungen                                                            |
| ---- | -------------------------------------- | --- | --- | --- | --- | --- | ---------------------------------------------------------------------- |
| 2017 | Perfect Timing Quality Control (UMG)   | — | — | — | — | — | Erstveröffentlichung: 14. April 2017                                   |
| 2017 | Harder Than Hard Quality Control (UMG) | — | — | — | — | — | Erstveröffentlichung: 18. Juli 2017                                    |
| 2017 | 2 the Hard Way Quality Control (UMG)   | — | — | — | — | — | Erstveröffentlichung: 9. Oktober 2017 mit Mario                        |
| 2017 | Too Hard Quality Control (UMG)         | — | — | — | — | US80 Gold · (47 Wo.)US | Erstveröffentlichung: 1. Dezember 2017 Verkäufe: + 500.000             |
| 2018 | Drip Harder Quality Control (UMG)      | — | — | CH82 (1 Wo.)CH | UK12 Silber · (5 Wo.)UK | US4 Platin · (124 Wo.)US | Erstveröffentlichung: 5. Oktober 2018 Verkäufe: + 1.125.000; mit Gunna |
| 2018 | Street Gossip Quality Control (UMG)    | — | — | — | UK50 Silber · (1 Wo.)UK | US2 Gold · (59 Wo.)US | Erstveröffentlichung: 30. November 2018 Verkäufe: + 567.500            |

## Singles

### Als Leadmusiker
| Jahr | Titel Album                                 | Höchstplatzierung, Gesamtwochen, AuszeichnungChartplatzierungen (Jahr, Titel, Album, Platzierungen, Wochen, Auszeichnungen, Anmerkungen) | Höchstplatzierung, Gesamtwochen, AuszeichnungChartplatzierungen (Jahr, Titel, Album, Platzierungen, Wochen, Auszeichnungen, Anmerkungen) | Höchstplatzierung, Gesamtwochen, AuszeichnungChartplatzierungen (Jahr, Titel, Album, Platzierungen, Wochen, Auszeichnungen, Anmerkungen) | Höchstplatzierung, Gesamtwochen, AuszeichnungChartplatzierungen (Jahr, Titel, Album, Platzierungen, Wochen, Auszeichnungen, Anmerkungen) | Höchstplatzierung, Gesamtwochen, AuszeichnungChartplatzierungen (Jahr, Titel, Album, Platzierungen, Wochen, Auszeichnungen, Anmerkungen) | Anmerkungen                                                                                        |
| Jahr | Titel Album                                 | DE | AT | CH | UK | US | Anmerkungen                                                                                        |
| --- | ------------------------------------------- | --- | --- | --- | --- | --- | -------------------------------------------------------------------------------------------------- |
| 2017 | My Dawg Harder Than Hard                    | — | — | — | — | US71 Platin · (7 Wo.)US | Erstveröffentlichung: 13. Juli 2017 Verkäufe: + 1.040.000                                          |
| 2017 | 2 the Hard Way                              | — | — | — | — | — | Erstveröffentlichung: 9. Oktober 2017 mit Mario                                                    |
| 2017 | Freestyle Too Hard                          | — | — | — | UK— PlatinUK | US59 ×3Dreifachplatin · (25 Wo.)US | Erstveröffentlichung: 5. November 2017 Verkäufe: + 3.685.000                                       |
| 2017 | All of a Sudden Too Hard                    | — | — | — | — | US— PlatinUS | Erstveröffentlichung: 1. Dezember 2017 Verkäufe: + 1.000.000; feat. Moneybagg Yo                   |
| 2018 | Southside Harder Than Ever                  | — | — | — | — | US79 Gold · (1 Wo.)US | Erstveröffentlichung: 8. Mai 2018 Verkäufe: + 500.000                                              |
| 2018 | Yes Indeed Harder Than Ever                 | — | — | CH94 (1 Wo.)CH | UK46 Platin · (5 Wo.)UK | US6 ×7Siebenfachplatin · (29 Wo.)US | Erstveröffentlichung: 17. Mai 2018 Verkäufe: + 8.040.000; feat. Drake                              |
| 2018 | Drip Too Hard Drip Harder                   | DE— GoldDE | — | CH87 (2 Wo.)CH | UK28 ×2Doppelplatin · (13 Wo.)UK | US4 Diamant · (35 Wo.)US | Erstveröffentlichung: 12. September 2018 Verkäufe: + 12.165.000; mit Gunna                         |
| 2019 | Close Friends Drip Harder                   | — | — | — | UK68 Platin · (1 Wo.)UK | US28 ×5Fünffachplatin · (33 Wo.)US | Erstveröffentlichung: 2. Februar 2019 Verkäufe: + 5.600.000; mit Gunna                             |
| 2019 | Out the Mud –                               | — | — | — | — | US70 Platin · (3 Wo.)US | Erstveröffentlichung: 21. Juni 2019 Verkäufe: + 1.000.000; feat. Future                            |
| 2019 | Phone Down –                                | — | — | — | UK68 (5 Wo.)UK | — | Erstveröffentlichung: 19. Juni 2019 mit Stefflon Don                                               |
| 2019 | Baby Control the Streets, Volume 2          | — | — | — | UK— SilberUK | US21 (21 Wo.)US | Erstveröffentlichung: 17. Juli 2019 Verkäufe: + 235.000; mit Quality Control & DaBaby              |
| 2019 | Toast Up –                                  | — | — | — | — | — | Erstveröffentlichung: 7. November 2019 feat. Ali Tomineek & Shad on the Bea                        |
| 2019 | Woah My Turn                                | — | — | — | UK66 Gold · (4 Wo.)UK | US15 ×5Fünffachplatin · (21 Wo.)US | Erstveröffentlichung: 7. November 2019 Verkäufe: + 5.420.000                                       |
| 2020 | Sum 2 Prove My Turn                         | — | — | — | UK94 Gold · (1 Wo.)UK | US16 ×4Vierfachplatin · (20 Wo.)US | Erstveröffentlichung: 10. Januar 2020 Verkäufe: + 4.500.000                                        |
| 2020 | Emotionally Scarred My Turn                 | — | — | — | UK78 Gold · (1 Wo.)UK | US31 ×3Dreifachplatin · (25 Wo.)US | Erstveröffentlichung: 15. April 2020 Verkäufe: + 3.400.000                                         |
| 2020 | All In My Turn                              | — | — | — | — | US45 Platin · (8 Wo.)US | Erstveröffentlichung: 23. April 2020 Verkäufe: + 1.000.000                                         |
| 2020 | The Bigger Picture My Turn (Deluxe)         | — | — | — | UK54 (2 Wo.)UK | US3 ×2Doppelplatin · (20 Wo.)US | Erstveröffentlichung: 12. Juni 2020 Verkäufe: + 2.000.000                                          |
| 2020 | Errbody –                                   | — | — | — | — | US41 (2 Wo.)US | Erstveröffentlichung: 4. Dezember 2020                                                             |
| 2020 | On Me –                                     | — | — | — | UK— SilberUK | US15 ×3Dreifachplatin · (26 Wo.)US | Erstveröffentlichung: 4. Dezember 2020 Verkäufe: + 3.280.000; Remix feat. Megan Thee Stallion      |
| 2021 | Real as It Gets –                           | — | — | — | — | US34 Platin · (6 Wo.)US | Erstveröffentlichung: 4. März 2021 Verkäufe: + 1.000.000; feat. EST Gee                            |
| 2021 | Ramen & OJ –                                | — | — | — | — | US67 Platin · (2 Wo.)US | Erstveröffentlichung: 30. April 2021 Verkäufe: + 1.000.000; mit Joyner Lucas                       |
| 2021 | Voice of the Heroes The Voice of the Heroes | — | — | — | UK62 (1 Wo.)UK | US21 Gold · (3 Wo.)US | Erstveröffentlichung: 4. Juni 2021 Verkäufe: + 500.000; mit Lil Durk                               |
| 2022 | Vulture Island V2 Welcome to Vulture Island | — | — | — | — | US— GoldUS | Erstveröffentlichung: 25. März 2022 Verkäufe: + 500.000; mit Rob49                                 |
| 2022 | In a Minute It’s Only Me                    | — | — | — | UK44 Gold · (9 Wo.)UK | US14 ×3Dreifachplatin · (28 Wo.)US | Erstveröffentlichung: 8. April 2022 Verkäufe: + 3.400.000                                          |
| 2022 | Right On –                                  | — | — | — | UK78 (1 Wo.)UK | US13 Platin · (15 Wo.)US | Erstveröffentlichung: 8. April 2022 Verkäufe: + 1.000.000                                          |
| 2022 | Frozen –                                    | — | — | — | — | US54 (2 Wo.)US | Erstveröffentlichung: 29. April 2022                                                               |
| 2022 | U-Digg –                                    | — | — | — | — | US52 (3 Wo.)US | Erstveröffentlichung: 17. Juni 2022 mit 42 Dugg & Veeze                                            |
| 2022 | Never Sleep –                               | — | — | — | UK95 (1 Wo.)UK | US50 (3 Wo.)US | Erstveröffentlichung: 29. Juli 2022 Verkäufe: + 40.000; mit Nav & Travis Scott                     |
| 2022 | Detox –                                     | — | — | — | UK95 (1 Wo.)UK | US25 (4 Wo.)US | Erstveröffentlichung: 2. September 2022                                                            |
| 2022 | Heyy It’s Only Me                           | — | — | — | — | US21 Platin · (12 Wo.)US | Erstveröffentlichung: 10. Oktober 2022 Verkäufe: + 1.000.000                                       |
| 2022 | California Breeze It’s Only Me              | DE— aDE | — | — | UK26 Silber · (5 Wo.)UK | US4 Platin · (14 Wo.)US | Erstveröffentlichung: 14. Oktober 2022 Verkäufe: + 1.200.000                                       |
| 2023 | Go Hard –                                   | — | — | — | — | US59 (3 Wo.)US | Erstveröffentlichung: 5. Mai 2023                                                                  |
| 2023 | Crazy –                                     | — | — | — | — | US83 (1 Wo.)US | Erstveröffentlichung: 15. Dezember 2023                                                            |
| 2024 | Insecurities –                              | — | — | — | — | US56 (… Wo.)US | Erstveröffentlichung: 15. November 2024                                                            |
| Folgende Lieder erschienen nicht als Single, wurden aber durch das Album zum Download und Streaming bereitgestellt und konnten somit eine Platzierung erlangen: |                                             | | | | | | |
| |                                             | | | | | | |
| 2018 | Life Goes On Harder Than Ever               | — | — | — | UK— SilberUK | US74 ×2Doppelplatin · (6 Wo.)US | Charteinstieg: 9. Juni 2018 Verkäufe: + 2.280.000; feat. Gunna & Lil Uzi Vert                      |
| 2018 | Never Recover Drip Harder                   | — | — | — | UK46 Silber · (2 Wo.)UK | US15 ×2Doppelplatin · (8 Wo.)US | Charteinstieg: 18. Oktober 2018 Verkäufe: + 2.300.000; mit Gunna feat. Drake                       |
| 2018 | Off White Vlone Drip Harder                 | — | — | — | — | US54 Gold · (1 Wo.)US | Charteinstieg: 20. Oktober 2018 Verkäufe: + 500.000; mit Gunna feat. Lil Durk & Nav                |
| 2018 | Business is Business Drip Harder            | — | — | — | — | US61 Gold · (1 Wo.)US | Charteinstieg: 20. Oktober 2018 Verkäufe: + 500.000; mit Gunna                                     |
| 2018 | Belly Drip Harder                           | — | — | — | — | US80 (1 Wo.)US | Charteinstieg: 20. Oktober 2018 mit Gunna                                                          |
| 2018 | Deep End Drip Harder                        | — | — | — | — | US97 Gold · (1 Wo.)US | Charteinstieg: 20. Oktober 2018 Verkäufe: + 500.000; mit Gunna                                     |
| 2018 | I Am Drip Harder                            | — | — | — | — | US98 Gold · (1 Wo.)US | Charteinstieg: 20. Oktober 2018 Verkäufe: + 500.000; mit Gunna                                     |
| 2018 | Pure Cocaine Street Gossip                  | — | — | — | UK— GoldUK | US46 ×4Vierfachplatin · (16 Wo.)US | Charteinstieg: 15. Dezember 2018 Verkäufe: + 4.525.000                                             |
| 2018 | Time Street Gossip                          | — | — | — | — | US62 Platin · (1 Wo.)US | Charteinstieg: 15. Dezember 2018 Verkäufe: + 1.000.000; feat. Meek Mill                            |
| 2018 | Ready Street Gossip                         | — | — | — | — | US66 ×2Doppelplatin · (1 Wo.)US | Charteinstieg: 15. Dezember 2018 Verkäufe: + 2.000.000; feat. Gunna                                |
| 2018 | Crush a Lot Street Gossip                   | — | — | — | — | US82 Gold · (1 Wo.)US | Charteinstieg: 15. Dezember 2018 Verkäufe: + 500.000                                               |
| 2018 | Global Street Gossip                        | — | — | — | — | US91 Platin · (1 Wo.)US | Charteinstieg: 15. Dezember 2018 Verkäufe: + 1.000.000                                             |
| 2018 | Word on the Street Street Gossip            | — | — | — | — | US98 Gold · (1 Wo.)US | Charteinstieg: 15. Dezember 2018 Verkäufe: + 500.000                                               |
| 2020 | Heatin Up My Turn                           | — | — | — | UK66 (1 Wo.)UK | US18 Platin · (6 Wo.)US | Videoauskopplung: 18. Februar 2020 Charteinstieg: 12. März 2020 Verkäufe: + 1.000.000; feat. Gunna |
| 2020 | Commercial My Turn                          | — | — | — | — | US23 Platin · (2 Wo.)US | Charteinstieg: 14. März 2020 Verkäufe: + 1.000.000; feat. Lil Uzi Vert                             |
| 2020 | Live Off My Closet My Turn                  | — | — | — | — | US28 Gold · (1 Wo.)US | Charteinstieg: 14. März 2020 Verkäufe: + 500.000; feat. Future                                     |
| 2020 | Grace My Turn                               | — | — | — | — | US48 ×2Doppelplatin · (15 Wo.)US | Charteinstieg: 14. März 2020 Verkäufe: + 2.000.000; feat. 42 Dugg                                  |
| 2020 | Get Ugly My Turn                            | — | — | — | — | US54 Gold · (1 Wo.)US | Charteinstieg: 14. März 2020 Verkäufe: + 500.000                                                   |
| 2020 | No Sucker My Turn                           | — | — | — | — | US58 Platin · (1 Wo.)US | Charteinstieg: 14. März 2020 Verkäufe: + 1.000.000; feat. Moneybagg Yo                             |
| 2020 | How My Turn                                 | — | — | — | — | US59 Gold · (1 Wo.)US | Charteinstieg: 14. März 2020 Verkäufe: + 500.000                                                   |
| 2020 | Forever My Turn                             | — | — | — | — | US64 Gold · (1 Wo.)US | Charteinstieg: 14. März 2020 Verkäufe: + 500.000; feat. Lil Wayne                                  |
| 2020 | We Should My Turn                           | — | — | — | — | US91 Gold · (1 Wo.)US | Charteinstieg: 14. März 2020 Verkäufe: + 500.000; feat. Young Thug                                 |
| 2020 | Can’t Explain My Turn                       | — | — | — | — | US99 Gold · (1 Wo.)US | Charteinstieg: 14. März 2020 Verkäufe: + 500.000                                                   |
| 2020 | Low Down My Turn                            | — | — | — | UK— SilberUK | US50 Platin · (13 Wo.)US | Charteinstieg: 16. Mai 2020 Verkäufe: + 1.200.000                                                  |
| 2020 | We Paid My Turn                             | — | — | — | UK89 Silber · (2 Wo.)UK | US10 ×5Fünffachplatin · (22 Wo.)US | Charteinstieg: 9. Juli 2020 Verkäufe: + 5.220.000; feat. 42 Dugg                                   |
| 2021 | Hats Off The Voice of the Heroes            | — | — | — | UK63 (1 Wo.)UK | US16 Platin · (11 Wo.)US | Charteinstieg: 17. Juni 2021 Verkäufe: + 1.000.000; mit Lil Durk feat. Travis Scott                |
| 2021 | Who I Want The Voice of the Heroes          | — | — | — | UK83 (1 Wo.)UK | US46 Gold · (1 Wo.)US | Charteinstieg: 17. Juni 2021 Verkäufe: + 500.000; mit Lil Durk                                     |
| 2021 | 2040 The Voice of the Heroes                | — | — | — | — | US31 Gold · (2 Wo.)US | Charteinstieg: 19. Juni 2021 Verkäufe: + 500.000; mit Lil Durk                                     |
| 2021 | How It Feels The Voice of the Heroes        | — | — | — | — | US34 Platin · (3 Wo.)US | Charteinstieg: 19. Juni 2021 Verkäufe: + 1.000.000; mit Lil Durk                                   |
| 2021 | Still Runnin The Voice of the Heroes        | — | — | — | — | US43 Gold · (3 Wo.)US | Charteinstieg: 19. Juni 2021 Verkäufe: + 500.000; mit Lil Durk & Meek Mill                         |
| 2021 | Still Hood The Voice of the Heroes          | — | — | — | — | US56 (1 Wo.)US | Charteinstieg: 19. Juni 2021 mit Lil Durk                                                          |
| 2021 | Okay The Voice of the Heroes                | — | — | — | — | US58 Gold · (1 Wo.)US | Charteinstieg: 19. Juni 2021 Verkäufe: + 500.000; mit Lil Durk                                     |
| 2021 | Man of My Word The Voice of the Heroes      | — | — | — | — | US60 Gold · (1 Wo.)US | Charteinstieg: 19. Juni 2021 Verkäufe: + 500.000; mit Lil Durk                                     |
| 2021 | Medical The Voice of the Heroes             | — | — | — | — | US67 (1 Wo.)US | Charteinstieg: 19. Juni 2021 mit Lil Durk                                                          |
| 2021 | Rich Off Pain The Voice of the Heroes       | — | — | — | — | US68 Gold · (1 Wo.)US | Charteinstieg: 19. Juni 2021 Verkäufe: + 500.000; mit Lil Durk & Rod Wave                          |
| 2021 | Lying The Voice of the Heroes               | — | — | — | — | US70 (1 Wo.)US | Charteinstieg: 19. Juni 2021 mit Lil Durk                                                          |
| 2021 | That’s Facts The Voice of the Heroes        | — | — | — | — | US73 (1 Wo.)US | Charteinstieg: 19. Juni 2021 mit Lil Durk                                                          |
| 2021 | Please The Voice of the Heroes              | — | — | — | — | US79 (1 Wo.)US | Charteinstieg: 19. Juni 2021 mit Lil Durk                                                          |
| 2021 | Up the Side The Voice of the Heroes         | — | — | — | — | US80 (1 Wo.)US | Charteinstieg: 19. Juni 2021 mit Lil Durk & Young Thug                                             |
| 2021 | If You Want To The Voice of the Heroes      | — | — | — | — | US99 (1 Wo.)US | Charteinstieg: 19. Juni 2021 mit Lil Durk                                                          |
| 2022 | Real Spill It’s Only Me                     | — | — | — | UK36 (2 Wo.)UK | US10 Gold · (3 Wo.)US | Charteinstieg: 27. Oktober 2022 Verkäufe: + 500.000                                                |
| 2022 | Forever It’s Only Me                        | — | — | — | UK43 (2 Wo.)UK | US8 (20 Wo.)US | Charteinstieg: 27. Oktober 2022                                                                    |
| 2022 | Pop Out It’s Only Me                        | — | — | — | — | US15 Gold · (2 Wo.)US | Charteinstieg: 29. Oktober 2022 Verkäufe: + 500.000; feat. Nardo Wick                              |
| 2022 | Never Hating It’s Only Me                   | — | — | — | — | US19 Gold · (3 Wo.)US | Charteinstieg: 29. Oktober 2022 Verkäufe: + 500.000; feat. Young Thug                              |
| 2022 | Stand on It It’s Only Me                    | — | — | — | — | US22 Gold · (3 Wo.)US | Charteinstieg: 29. Oktober 2022 Verkäufe: + 500.000                                                |
| 2022 | Not Finished It’s Only Me                   | — | — | — | — | US26 Gold · (2 Wo.)US | Charteinstieg: 29. Oktober 2022 Verkäufe: + 500.000                                                |
| 2022 | Perfect Timing It’s Only Me                 | — | — | — | — | US32 (2 Wo.)US | Charteinstieg: 29. Oktober 2022                                                                    |
| 2022 | From Now On It’s Only Me                    | — | — | — | — | US42 Gold · (2 Wo.)US | Charteinstieg: 29. Oktober 2022 Verkäufe: + 500.000; feat. Future                                  |
| 2022 | Waterfall Flow It’s Only Me                 | — | — | — | — | US45 (1 Wo.)US | Charteinstieg: 29. Oktober 2022                                                                    |
| 2022 | Everything It’s Only Me                     | — | — | — | — | US52 (1 Wo.)US | Charteinstieg: 29. Oktober 2022                                                                    |
| 2022 | Double Down It’s Only Me                    | — | — | — | — | US54 (1 Wo.)US | Charteinstieg: 29. Oktober 2022                                                                    |
| 2022 | Cost to Be Alive It’s Only Me               | — | — | — | — | US57 (1 Wo.)US | Charteinstieg: 29. Oktober 2022 feat. Rylo Rodriguez                                               |
| 2022 | Shiest Talk It’s Only Me                    | — | — | — | — | US58 (1 Wo.)US | Charteinstieg: 29. Oktober 2022 feat. Pooh Shiesty                                                 |
| 2022 | Top Priority It’s Only Me                   | — | — | — | — | US64 (1 Wo.)US | Charteinstieg: 29. Oktober 2022                                                                    |
| 2022 | Back and Forth It’s Only Me                 | — | — | — | — | US68 (1 Wo.)US | Charteinstieg: 29. Oktober 2022 feat. EST Gee                                                      |
| 2022 | Danger It’s Only Me                         | — | — | — | — | US69 (1 Wo.)US | Charteinstieg: 29. Oktober 2022                                                                    |
| 2022 | Russian Roulette It’s Only Me               | — | — | — | — | US70 (1 Wo.)US | Charteinstieg: 29. Oktober 2022                                                                    |
| 2022 | FR It’s Only Me                             | — | — | — | — | US76 (1 Wo.)US | Charteinstieg: 29. Oktober 2022                                                                    |
| 2022 | No Fly Zone It’s Only Me                    | — | — | — | — | US80 (1 Wo.)US | Charteinstieg: 29. Oktober 2022                                                                    |
| 2022 | Stop Playin It’s Only Me                    | — | — | — | — | US81 (1 Wo.)US | Charteinstieg: 29. Oktober 2022 feat. Jeremih                                                      |
| 2025 | Dum, Dumb, and Dumber WHAM                  | — | — | — | UK46 (… Wo.)UK | US16 (4 Wo.)US | Charteinstieg: 16. Januar 2025 feat. Young Thug & Future                                           |
| 2025 | Stuff WHAM                                  | — | — | — | UK82 (1 Wo.)UK | US51 (3 Wo.)US | Charteinstieg: 16. Januar 2025 feat. Travis Scott                                                  |
| 2025 | By Myself WHAM                              | — | — | — | — | US44 (2 Wo.)US | Charteinstieg: 18. Januar 2025 feat. Rylo Rodriguez & Rod Wave                                     |
| 2025 | Outfit WHAM                                 | — | — | — | — | US50 (2 Wo.)US | Charteinstieg: 18. Januar 2025 feat. 21 Savage                                                     |
| 2025 | Redbone WHAM                                | — | — | — | — | US53 (1 Wo.)US | Charteinstieg: 18. Januar 2025 feat. GloRilla                                                      |
| 2025 | F U 2x WHAM                                 | — | — | — | — | US57 (2 Wo.)US | Charteinstieg: 18. Januar 2025                                                                     |
| 2025 | Listen Up WHAM                              | — | — | — | — | US65 (1 Wo.)US | Charteinstieg: 18. Januar 2025                                                                     |
| 2025 | I Promise WHAM                              | — | — | — | — | US71 (1 Wo.)US | Charteinstieg: 18. Januar 2025                                                                     |
| 2025 | Due 4A Win WHAM                             | — | — | — | — | US73 (1 Wo.)US | Charteinstieg: 18. Januar 2025                                                                     |
| 2025 | So Sorry WHAM                               | — | — | — | — | US74 (1 Wo.)US | Charteinstieg: 18. Januar 2025                                                                     |
| 2025 | Stiff Gang WHAM                             | — | — | — | — | US86 (1 Wo.)US | Charteinstieg: 18. Januar 2025                                                                     |
| 2025 | Free Promo WHAM                             | — | — | — | — | US99 (1 Wo.)US | Charteinstieg: 18. Januar 2025                                                                     |

### Als Gastmusiker
| Jahr | Titel Album                                         | Höchstplatzierung, Gesamtwochen, AuszeichnungChartplatzierungen (Jahr, Titel, Album, Platzierungen, Wochen, Auszeichnungen, Anmerkungen) | Höchstplatzierung, Gesamtwochen, AuszeichnungChartplatzierungen (Jahr, Titel, Album, Platzierungen, Wochen, Auszeichnungen, Anmerkungen) | Höchstplatzierung, Gesamtwochen, AuszeichnungChartplatzierungen (Jahr, Titel, Album, Platzierungen, Wochen, Auszeichnungen, Anmerkungen) | Höchstplatzierung, Gesamtwochen, AuszeichnungChartplatzierungen (Jahr, Titel, Album, Platzierungen, Wochen, Auszeichnungen, Anmerkungen) | Höchstplatzierung, Gesamtwochen, AuszeichnungChartplatzierungen (Jahr, Titel, Album, Platzierungen, Wochen, Auszeichnungen, Anmerkungen) | Anmerkungen |
| Jahr | Titel Album                                         | DE | AT | CH | UK | US | Anmerkungen |
| --- | --------------------------------------------------- | --- | --- | --- | --- | --- | --- |
| 2017 | Check –                                             | — | — | — | — | — | Erstveröffentlichung: 6. August 2017 Chief feat. Lil Baby                                                                     |
| 2017 | Lil Cali & Pakistan Plugged in with the Cartel      | — | — | — | — | — | Erstveröffentlichung: 8. November 2017 Ralo feat. Lil Baby                                                                    |
| 2017 | Usain Bolt Hood Hero                                | — | — | — | — | — | Erstveröffentlichung: 11. November 2017 David Pablo feat. Lil Baby, Kash Doll & Trap Frost                                    |
| 2017 | Shit Together (Remix) –                             | — | — | — | — | — | Erstveröffentlichung: 20. November 2017 Jayway Sosa feat. Lil Baby                                                            |
| 2017 | Kilo (Remix) –                                      | — | — | — | — | — | Erstveröffentlichung: 6. Dezember 2017 Scotty Music feat. Lil Baby                                                            |
| 2017 | Got It Right –                                      | — | — | — | — | — | Erstveröffentlichung: 24. Dezember 2017 PobaBand feat. Lil Baby                                                               |
| 2018 | Change –                                            | — | — | — | — | — | Erstveröffentlichung: 13. Januar 2018 Lou Kane feat. Lil Baby                                                                 |
| 2018 | I Remember Life B4 Fame                             | — | — | — | — | US— PlatinUS | Erstveröffentlichung: 27. Januar 2018 Verkäufe: + 1.000.000; Quando Rondo feat. Lil Baby                                      |
| 2018 | Fake Love –                                         | — | — | — | — | — | Erstveröffentlichung: 14. Februar 2018 1K feat. Lil Baby                                                                      |
| 2018 | Thug Life –                                         | — | — | — | — | — | Erstveröffentlichung: 21. Februar 2018 Youngstar BBG feat. Lil Baby                                                           |
| 2018 | Dope Boyz –                                         | — | — | — | — | — | Erstveröffentlichung: 27. März 2018 HG Nya Banx feat. Lil Baby                                                                |
| 2018 | Sold Out Dates –                                    | — | — | — | UK— SilberUK | US— PlatinUS | Erstveröffentlichung: 16. April 2018 Verkäufe: + 1.260.000; Gunna feat. Lil Baby                                              |
| 2018 | Gossip Picasso                                      | — | — | — | — | — | Erstveröffentlichung: 1. Mai 2018 Yogii feat. Lil Baby, Marlo & Bigga Rankin                                                  |
| 2018 | Trap House Trap Melodies                            | — | — | — | — | — | Erstveröffentlichung: 2. Mai 2018 Riff 3x feat. Lil Baby                                                                      |
| 2018 | Alley Oop Sensational                               | — | — | — | — | — | Erstveröffentlichung: 14. Dezember 2018 Yung Gravy feat. Lil Baby                                                             |
| 2019 | Put a Date on It Untrapped                          | — | — | — | — | US46 ×2Doppelplatin · (20 Wo.)US | Erstveröffentlichung: 25. Januar 2019 Verkäufe: + 2.000.000; Yo Gotti feat. Lil Baby                                          |
| 2019 | Trap Ghetto Lenny’s Love Songs                      | — | — | — | — | US— PlatinUS | Erstveröffentlichung: 28. Februar 2019 Verkäufe: + 1.000.000; Saint Jhn feat. Lil Baby                                        |
| 2019 | Your Peace King of R&B                              | — | — | — | — | US— PlatinUS | Erstveröffentlichung: 22. März 2019 Verkäufe: + 1.000.000; Jacquees feat. Lil Baby                                            |
| 2019 | Fendi Drip Millies                                  | DE6 Gold · (8 Wo.)DE | AT7 (6 Wo.)AT | CH10 Gold · (5 Wo.)CH | — | — | Erstveröffentlichung: 30. August 2019 Verkäufe: + 210.000; Luciano feat. Ufo361 & Lil Baby                                    |
| 2019 | Nookie PTSD                                         | — | — | — | UK16 Silber · (6 Wo.)UK | — | Erstveröffentlichung: 12. September 2019 Verkäufe: + 200.000; D-Block Europe feat. Lil Baby                                   |
| 2019 | Back On Control the Streets, Volume 2               | — | — | — | — | — | Erstveröffentlichung: 11. Oktober 2019 Quality Control feat. Lil Baby                                                         |
| 2019 | Tootsies Woptober II                                | — | — | — | — | — | Erstveröffentlichung: 11. Oktober 2019 Gucci Mane feat. Lil Baby                                                              |
| 2019 | Drip Like Dis From Trap to Rap                      | — | — | — | — | — | Erstveröffentlichung: 23. Oktober 2019 Bankroll Freddie feat. Young Dolph & Lil Baby                                          |
| 2019 | Down Like That Dissimulation                        | — | — | — | UK10 Gold · (11 Wo.)UK | — | Erstveröffentlichung: 8. November 2019 Verkäufe: + 400.000; KSI feat. Rick Ross, Lil Baby & S-X                               |
| 2019 | Highest in the Room (Remix) JackBoys                | — | — | — | — | — | Erstveröffentlichung: 27. Dezember 2019 Verkäufe: + 130.000; Travis Scott feat. Rosalía & Lil Baby                            |
| 2020 | U Played Time Served                                | — | — | — | — | US60 Platin · (5 Wo.)US | Erstveröffentlichung: 3. Januar 2020 Verkäufe: + 1.000.000; Moneybagg Yo feat. Lil Baby                                       |
| 2020 | I Do It Funeral                                     | — | — | — | — | US33 (2 Wo.)US | Erstveröffentlichung: 4. Februar 2020 Lil Wayne feat. Big Sean & Lil Baby                                                     |
| 2020 | Life Is Good (Remix) High Off Life                  | — | — | — | — | — | Erstveröffentlichung: 15. Februar 2020 Future feat. Drake, DaBaby & Lil Baby                                                  |
| 2020 | 3 Headed Goat Just Cause Y’all Waited 2             | — | — | — | UK— SilberUK | US43 ×4Vierfachplatin · (16 Wo.)US | Erstveröffentlichung: 7. Mai 2020 Verkäufe: + 4.200.000; Lil Durk feat. Lil Baby & Polo G                                     |
| 2020 | Prospect I’m Gone                                   | — | — | — | — | US— PlatinUS | Erstveröffentlichung: 22. Mai 2020 Verkäufe: + 1.080.000; Iann Dior feat. Lil Baby                                            |
| 2020 | Both Sides So Icy Summer                            | — | — | — | — | — | Erstveröffentlichung: 29. Mai 2020 Gucci Mane feat. Lil Baby                                                                  |
| 2020 | One Shot Road to Fast 9                             | — | — | — | — | US94 Gold · (1 Wo.)US | Erstveröffentlichung: 18. Juni 2020 Verkäufe: + 500.000; YoungBoy Never Broke Again feat. Lil Baby                            |
| 2020 | Know My Rights 6pc Hot EP                           | — | — | — | — | US75 (1 Wo.)US | Erstveröffentlichung: 26. Juni 2020 6lack feat. Lil Baby                                                                      |
| 2020 | Back at It –                                        | — | — | — | — | — | Erstveröffentlichung: 26. Juni 2020 Lil Mosey feat. Lil Baby                                                                  |
| 2020 | Monday to Sunday –                                  | — | — | — | — | US— PlatinUS | Erstveröffentlichung: 26. Juni 2020 Verkäufe: + 1.000.000; Pooh Shiesty feat. Lil Baby & Big30                                |
| 2020 | For the Night Shoot for the Stars, Aim for the Moon | DE28 Gold · (17 Wo.)DE | AT19 (18 Wo.)AT | CH7 (35 Wo.)CH | UK14 Platin · (23 Wo.)UK | US6 ×8Achtfachplatin · (43 Wo.)US | Erstveröffentlichung: 3. Juli 2020 Verkäufe: + 9.918.333; Pop Smoke feat. Lil Baby & DaBaby                                   |
| 2020 | Always n Forever Drip Harder                        | — | — | — | — | US— GoldUS | Erstveröffentlichung: 30. Juli 2020 Verkäufe: + 500.000; Mariah the Scientist feat. Lil Baby                                  |
| 2020 | Narrow Road Top Shotta                              | — | — | — | — | US— PlatinUS | Erstveröffentlichung: 31. Juli 2020 Verkäufe: + 1.040.000; NLE Choppa feat. Lil Baby                                          |
| 2020 | She Know Trapped on Cleveland 3                     | — | — | — | — | — | Erstveröffentlichung: 7. August 2020 Lil Keed feat. Lil Baby                                                                  |
| 2020 | 24 (Remix) Epidemic (Deluxe)                        | — | — | — | — | US49 ×3Dreifachplatin · (14 Wo.)US | Erstveröffentlichung: 14. August 2020 Verkäufe: + 3.000.000; Money Man feat. Lil Baby                                         |
| 2020 | Don’t Need Time (Remix) –                           | — | — | — | — | — | Erstveröffentlichung: 25. August 2020 Hotboii feat. Lil Baby                                                                  |
| 2020 | Why Do You Lie to Me –                              | DE98 (1 Wo.)DE | — | CH86 (1 Wo.)CH | — | — | Erstveröffentlichung: 28. August 2020 Verkäufe: + 20.000; Topic & A7S feat. Lil Baby                                          |
| 2020 | Hurricane Donda                                     | DE37 (3 Wo.)DE | AT23 (3 Wo.)AT | CH9 (5 Wo.)CH | UK7 Silber · (9 Wo.)UK | US6 ×2Doppelplatin · (11 Wo.)US | Erstveröffentlichung: 27. August 2021 Verkäufe: + 2.365.000; Kanye West feat. The Weeknd & Lil Baby                           |
| 2020 | Pardon The L.I.B.R.A.                               | — | — | — | — | US97 Gold · (1 Wo.)US | Erstveröffentlichung: 14. Oktober 2020 Verkäufe: + 500.000; T.I. feat. Lil Baby                                               |
| 2020 | I Met Tay Keith First –                             | — | — | — | — | — | Erstveröffentlichung: 30. Oktober 2020 Blac Youngsta feat. Lil Baby                                                           |
| 2021 | Sharing Locations Expensive Pai                     | — | — | — | UK92 (2 Wo.)UK | US22 Platin · (15 Wo.)US | Erstveröffentlichung: 27. August 2021 Verkäufe: + 1.000.000; Meek Mill feat. Lil Baby & Lil Durk                              |
| 2021 | Girls Want Girls Certified Lover Boy                | DE94 (1 Wo.)DE | AT17 (2 Wo.)AT | CH8 (5 Wo.)CH | UK2 Platin · (12 Wo.)UK | US2 (20 Wo.)US | Erstveröffentlichung: 28. September 2021 Verkäufe: + 905.000; Drake feat. Lil Baby                                            |
| 2022 | Do We Have a Problem? –                             | DE— bDE | — | CH78 (1 Wo.)CH | UK31 (3 Wo.)UK | US2 Gold · (13 Wo.)US | Erstveröffentlichung: 4. Februar 2022 Verkäufe: + 500.000; Nicki Minaj feat. Lil Baby                                         |
| 2022 | Bussin –                                            | — | — | — | UK70 (1 Wo.)UK | US20 (3 Wo.)US | Erstveröffentlichung: 11. Februar 2022 Nicki Minaj feat. Lil Baby                                                             |
| 2022 | 2step = (Tour Edition)                              | DE41 (8 Wo.)DE | AT39 (5 Wo.)AT | CH30 (6 Wo.)CH | UK9 Platin · (19 Wo.)UK | US48 (15 Wo.)US | Erstveröffentlichung: 22. April 2022 Verkäufe: + 760.000; Ed Sheeran feat. Lil Baby                                           |
| 2022 | Sleazy Flow –                                       | — | — | — | — | US47 (20 Wo.)US | Erstveröffentlichung: 27. Mai 2022 SleazyWorld Go feat. Lil Baby                                                              |
| 2022 | Staying Alive God Did                               | DE60 (2 Wo.)DE | AT65 (1 Wo.)AT | CH22 Gold · (4 Wo.)CH | UK21 Silber · (8 Wo.)UK | US5 Platin · (14 Wo.)US | Erstveröffentlichung: 5. August 2022 Verkäufe: + 1.290.000; DJ Khaled feat. Drake & Lil Baby                                  |
| 2023 | Hot Boy –                                           | — | — | — | — | US99 (1 Wo.)US | Erstveröffentlichung: 31. März 2023 Nardo Wick feat. Lil Baby                                                                 |
| 2023 | Bluffin –                                           | — | — | — | — | US100 (1 Wo.)US | Erstveröffentlichung: 16. Juni 2023 Gucci Mane feat. Lil Baby                                                                 |
| 2023 | Supposed to Be Loved                                | — | — | — | — | US52 (1 Wo.)US | Erstveröffentlichung: 11. August 2023 DJ Khaled feat. Lil Baby, Future & Lil Uzi Vert                                         |
| 2024 | Band4Band Can’t Rush Greatness                      | DE20 (11 Wo.)DE | AT14 (10 Wo.)AT | CH4 Gold · (15 Wo.)CH | UK3 Platin · (13 Wo.)UK | US18 Platin · (17 Wo.)US | Erstveröffentlichung: 23. Mai 2024 Verkäufe: + 2.084.000; Central Cee feat. Lil Baby                                          |
| 2024 | Choppa –                                            | — | — | — | UK51 (3 Wo.)UK | — | Erstveröffentlichung: 13. Juni 2024 Byron Messia feat. Lil Baby                                                               |
| 2024 | PJ –                                                | — | — | — | — | US86 (1 Wo.)US | Erstveröffentlichung: 10. Juli 2024 BossMan DLow feat. Lil Baby                                                               |
| Folgende Lieder erschienen nicht als Single, wurden aber durch das Album zum Download und Streaming bereitgestellt und konnten somit eine Platzierung erlangen: |                                                     | | | | | | |
| |                                                     | | | | | | |
| 2018 | Chanel (Go Get It) Slime Language                   | — | — | — | UK— SilberUK | US78 Platin · (4 Wo.)US | Charteinstieg: 1. September 2018 Verkäufe: + 1.280.000; Young Thug feat. Gunna & Lil Baby                                     |
| 2018 | Lose It Quavo Huncho                                | — | — | — | — | US100 (1 Wo.)US | Charteinstieg: 25. Oktober 2018 Quavo feat. Lil Baby                                                                          |
| 2018 | Tic Toc Dummy Boy                                   | — | AT39 (1 Wo.)AT | CH28 (3 Wo.)CH | UK43 (2 Wo.)UK | US53 Gold · (3 Wo.)US | Charteinstieg: 9. Dezember 2018 Verkäufe: + 500.000; 6ix9ine feat. Lil Baby                                                   |
| 2019 | Can’t Leave Without It I Am > I Was                 | — | — | — | UK— SilberUK | US58 ×2Doppelplatin · (4 Wo.)US | Charteinstieg: 5. Januar 2019 Verkäufe: + 2.380.000; 21 Savage feat. Gunna & Lil Baby                                         |
| 2019 | You Stay Father of Asahd                            | — | — | — | — | US44 Platin · (4 Wo.)US | Charteinstieg: 1. Juni 2019 Verkäufe: + 1.000.000; DJ Khaled feat. Meek Mill, J Balvin, Lil Baby & Jeremih                    |
| 2019 | Weather the Storm Father of Asahd                   | — | — | — | — | US91 (1 Wo.)US | Charteinstieg: 1. Juni 2019 DJ Khaled feat. Meek Mill & Lil Baby                                                              |
| 2019 | Bad Bad Bad So Much Fun                             | — | — | — | UK72 Silber · (1 Wo.)UK | US32 Platin · (9 Wo.)US | Charteinstieg: 23. August 2019 Verkäufe: + 1.240.000; Young Thug feat. Lil Baby                                               |
| 2019 | Mac 10 !                                            | — | — | — | — | US64 Platin · (2 Wo.)US | Charteinstieg: 24. August 2019 Verkäufe: + 1.000.000; Trippie Redd feat. Lil Baby & Lil Duke                                  |
| 2019 | On the Road Hollywood’s Bleeding                    | — | — | — | UK— SilberUK | US22 Platin · (4 Wo.)US | Charteinstieg: 21. September 2019 Verkäufe: + 1.470.000; Post Malone feat. Meek Mill & Lil Baby                               |
| 2019 | Toes Kirk                                           | — | — | — | — | US28 ×2Doppelplatin · (13 Wo.)US | Charteinstieg: 12. Oktober 2019 Verkäufe: + 2.035.000; DaBaby feat. Lil Baby & Moneybagg Yo                                   |
| 2019 | Leave Em Alone Control the Streets, Volume 2        | — | — | — | UK— SilberUK | US60 Platin · (15 Wo.)US | Charteinstieg: 23. November 2019 Verkäufe: + 1.200.000; Quality Control & Layton Greene feat. Lil Baby, City Girls & PnB Rock |
| 2020 | Be Something The Goat                               | — | — | — | — | US57 ×2Doppelplatin · (2 Wo.)US | Charteinstieg: 30. Mai 2020 Verkäufe: + 2.000.000; Polo G feat. Lil Baby                                                      |
| 2020 | Blindfold Wunna                                     | — | — | — | — | US59 Gold · (1 Wo.)US | Charteinstieg: 6. Juni 2020 Verkäufe: + 540.000; Gunna feat. Lil Baby                                                         |
| 2020 | Don’t Need Friends Emergency Tsunami                | — | — | — | — | US65 (1 Wo.)US | Charteinstieg: 21. November 2020 Verkäufe: + 40.000; Nav feat. Lil Baby                                                       |
| 2021 | Finesse out the Gang Way The Voice                  | — | — | — | — | US39 Platin · (7 Wo.)US | Charteinstieg: 13. Februar 2021 Verkäufe: + 1.000.000; Lil Durk feat. Lil Baby                                                |
| 2021 | Wants and Needs Scary Hours 2                       | DE58 (1 Wo.)DE | AT38 (1 Wo.)AT | CH24 (2 Wo.)CH | UK10 Gold · (13 Wo.)UK | US2 ×5Fünffachplatin · (21 Wo.)US | Charteinstieg: 12. März 2021 Verkäufe: + 5.680.000; Drake feat. Lil Baby                                                      |
| 2021 | Proud of You Slime Language 2                       | — | — | — | — | US77 (1 Wo.)US | Charteinstieg: 1. Mai 2021 YSL Records, Young Thug & Gunna feat. Lil Baby & YTB Trench                                        |
| 2021 | I Did It Khaled Khaled                              | DE— cDE | — | CH85 (1 Wo.)CH | UK53 (2 Wo.)UK | US43 Gold · (2 Wo.)US | Charteinstieg: 7. Mai 2021 Verkäufe: + 500.000; DJ Khaled feat. Post Malone, Megan Thee Stallion, Lil Baby & DaBaby           |
| 2021 | Every Chance I Get Khaled Khaled                    | — | — | — | UK73 Silber · (2 Wo.)UK | US20 ×5Fünffachplatin · (20 Wo.)US | Charteinstieg: 7. Mai 2021 Verkäufe: + 5.200.000; DJ Khaled feat. Lil Baby & Lil Durk                                         |
| 2021 | Body in Motion Khaled Khaled                        | — | — | — | — | US79 (1 Wo.)US | Charteinstieg: 15. Mai 2021 DJ Khaled feat. Bryson Tiller, Lil Baby & Roddy Ricch                                             |
| 2021 | Pride Is the Devil The Off-Season                   | — | AT72 (1 Wo.)AT | CH40 (2 Wo.)CH | UK15 Silber · (5 Wo.)UK | US7 ×2Doppelplatin · (6 Wo.)US | Charteinstieg: 27. Mai 2021 Verkäufe: + 2.270.000; J. Cole feat. Lil Baby                                                     |
| 2021 | 5500 Degrees Bigger Than Life or Death              | — | — | — | — | US92 Platin · (2 Wo.)US | Charteinstieg: 7. August 2021 Verkäufe: + 1.000.000; EST Gee feat. Lil Baby, 42 Dugg & Rylo Rodriguez                         |
| 2021 | Don’t Play Hall of Fame 2.0                         | — | — | — | — | US66 Gold · (1 Wo.)US | Charteinstieg: 18. Dezember 2021 Verkäufe: + 500.000; Polo G feat. Lil Baby                                                   |
| 2021 | Me or Sum Who is Nardo Wick?                        | — | — | — | — | US58 ×2Doppelplatin · (20 Wo.)US | Charteinstieg: 18. Dezember 2021 Verkäufe: + 2.000.000; Nardo Wick feat. Lil Baby & Future                                    |
| 2022 | Moved to Miami Live Life Fast                       | — | — | — | — | US85 (1 Wo.)US | Charteinstieg: 1. Januar 2022 Roddy Ricch feat. Lil Baby                                                                      |
| 2022 | 25k Jacket DS4Ever                                  | — | — | — | UK47 (1 Wo.)UK | US28 Platin · (3 Wo.)US | Charteinstieg: 20. Januar 2022 Verkäufe: + 1.000.000; Gunna feat. Lil Baby                                                    |
| 2022 | Addicted Breezy                                     | — | — | — | — | US92 (1 Wo.)US | Charteinstieg: 9. Juli 2022 Chris Brown feat. Lil Baby                                                                        |
| 2022 | Big Time God Did                                    | — | — | — | — | US31 (1 Wo.)US | Charteinstieg: 10. September 2022 DJ Khaled feat. Future & Lil Baby                                                           |
| 2023 | Fully Loaded Mansion Musik                          | — | — | — | — | US86 (1 Wo.)US | Charteinstieg: 4. Februar 2023 Trippie Redd feat. Future & Lil Baby                                                           |
| 2023 | Blue Story NI                                       | — | — | CH32 (1 Wo.)CH | — | — | Charteinstieg: 9. Juli 2023 Ninho feat. Lil Baby                                                                              |
| 2024 | All My Life We Still Don’t Trust You                | — | — | — | — | US61 (1 Wo.)US | Charteinstieg: 27. April 2024 Future & Metro Boomin feat. Lil Baby                                                            |
| 2024 | F**k Fame Last Lap                                  | — | — | — | — | US50 (1 Wo.)US | Charteinstieg: 26. Oktober 2024 Rod Wave feat. Lil Yachty & Lil Baby                                                          |
| 2025 | 1000 Times Deep Thoughts                            | — | — | — | — | US83 (1 Wo.)US | Charteinstieg: 7. April 2025 Lil Durk feat. Lil Baby                                                                          |

## Statistik

### Chartauswertung
|                     | DE    | AT    | CH    | UK    | US    |
| ------------------- | ----- | ----- | ----- | ----- | ----- |
| Nummer-eins-Alben   | DE—DE | AT—AT | CH—CH | UK—UK | US4US |
| Top-10-Alben        | DE—DE | AT2AT | CH3CH | UK3UK | US7US |
| Alben in den Charts | DE4DE | AT4AT | CH5CH | UK6UK | US8US |

|                       | DE    | AT     | CH     | UK     | US      |
| --------------------- | ----- | ------ | ------ | ------ | ------- |
| Nummer-eins-Singles   | DE—DE | AT—AT  | CH—CH  | UK—UK  | US—US   |
| Top-10-Singles        | DE1DE | AT1AT  | CH5CH  | UK6UK  | US14US  |
| Singles in den Charts | DE9DE | AT10AT | CH16CH | UK42UK | US150US |

### Auszeichnungen für Musikverkäufe
| Land/RegionAuszeichnungen für Musikverkäufe (Land/Region, Auszeichnungen, Verkäufe, Quellen) | Silber       | Gold         | Platin         | Diamant     | Verkäufe    | Quellen                    |
| -------------------------------------------------------------------------------------------- | ------------ | ------------ | -------------- | ----------- | ----------- | -------------------------- |
| Australien (ARIA)                                                                            | —            | —            | 8× Platin8     | —           | 560.000     | aria.com.au                |
| Belgien (BRMA)                                                                               | —            | Gold1        | —              | —           | 20.000      | ultratop.be                |
| Brasilien (PMB)                                                                              | —            | 9× Gold9     | 7× Platin7     | Diamant1    | 620.000     | pro-musicabr.org.br        |
| Dänemark (IFPI)                                                                              | —            | 10× Gold10   | 2× Platin2     | —           | 525.000     | ifpi.dk                    |
| Deutschland (BVMI)                                                                           | —            | 3× Gold3     | —              | —           | 600.000     | musikindustrie.de          |
| Frankreich (SNEP)                                                                            | —            | 3× Gold3     | —              | Diamant1    | 633.333     | snepmusique.com            |
| Griechenland (IFPI)                                                                          | —            | —            | 4× Platin4     | —           | 80.000      | Einzelnachweise            |
| Italien (FIMI)                                                                               | —            | 2× Gold2     | 3× Platin3     | —           | 370.000     | fimi.it                    |
| Kanada (MC)                                                                                  | —            | 12× Gold12   | 24× Platin24   | —           | 2.675.000   | musiccanada.com            |
| Mexiko (AMPROFON)                                                                            | —            | —            | Platin1        | —           | 60.000      | amprofon.com.mx            |
| Neuseeland (RMNZ)                                                                            | —            | 4× Gold4     | 10× Platin10   | —           | 322.500     | radioscope.co.nz NZ2       |
| Niederlande (NVPI)                                                                           | —            | Gold1        | —              | —           | 45.000      | nvpi.nl                    |
| Norwegen (IFPI)                                                                              | —            | Gold1        | —              | —           | 30.000      | ifpi.no                    |
| Polen (ZPAV)                                                                                 | —            | 2× Gold2     | Platin1        | —           | 100.000     | olis.pl                    |
| Portugal (AFP)                                                                               | —            | 3× Gold3     | 3× Platin3     | —           | 45.000      | Einzelnachweise            |
| Schweden (IFPI)                                                                              | —            | —            | Platin1        | —           | 80.000      | sverigetopplistan.se       |
| Schweiz (IFPI)                                                                               | —            | 3× Gold3     | —              | —           | 35.000      | hitparade.ch musikwoche.de |
| Spanien (Promusicae)                                                                         | —            | 3× Gold3     | —              | —           | 90.000      | elportaldemusica.es        |
| Südafrika (RISA)                                                                             | —            | Gold1        | —              | —           | 20.000      | risa.org.za                |
| Ungarn (MAHASZ)                                                                              | —            | —            | Platin1        | —           | 4.000       | slagerlistak.hu            |
| Vereinigte Staaten (RIAA)                                                                    | —            | 58× Gold58   | 138× Platin138 | Diamant1    | 177.000.000 | riaa.com                   |
| Vereinigtes Königreich (BPI)                                                                 | 23× Silber23 | 9× Gold9     | 9× Platin9     | —           | 12.380.000  | bpi.co.uk                  |
| Insgesamt                                                                                    | 23× Silber23 | 125× Gold125 | 212× Platin212 | 3× Diamant3 |             |                            |